# 阿尔博雷亚王国
阿尔博雷亚王国（義大利語：Giudicato di Arborea）是中世纪中期撒丁岛上的四个土著王国之一，占据着撒丁岛中西部地区。北部与鲁古多罗王国接壤，南方则为卡利亚里王国的领地，西边毗邻地中海。除此之外，岛上的东北部还有与不接壤的加卢拉王国。与邻居们不同，阿尔博雷亚王国政权的存在时间较长，一直延续到15世纪。已知的王国最早首都为塔洛斯。